# Джеф Бенет
Джефри Глен „Джеф“ Бенет (на английски: Jeff Bennett; роден на 2 октомври 1962 г.) е американски актьор. Активно се занимава с озвучаване на анимационни филми, сериали и видеоигри. Известен е с ролята на Джони Браво в едноименния сериал.

## Биография и творчество
Първоначално се обучава като актьор в „Алий Тиътър“ в Тексас, а през 1990 г. се премества в Калифорния, заедно със семейството си.
Първата му роля в озвучаването е Хорас „Ай Кю“ Буфройд Трети в „Джеймс Бонд младши“. Озвучава Бруклин в „Горгони“, Петри в поредицата филми „Земята преди време“ (от втория филм), Лорд Камамбер в „Мишки рокери от Марс“, бащата на Декстър в „Лабораторията на Декстър“, Роджър Диърли в сериала „101 далматинци“, Пълзящия в „Новите приключения на Батман“, г-н Шеф и г-н Физ в „Кодово име: Съседските деца“, Клей Бейли в „Шаолински двубои“, Радж в „Лагерът Ласло“, мъжът с жълтата шапка и г-н Ренкинс в „Любопитният Джордж“, Азмут в „Бен 10: Извънземна сила“ и „Бен 10: Ултра извънземен“, Жокера в „Батман: Смели и дръзки“, Смий и Боунс в „Джейк и пиратите от Невърленд“, Доркъс в „Планетата на Шийн“, Кезуик, Лари и Оли в „Пале боец“, Червено Торнадо в „Младежка лига“, Тонг Фо в „Кунг-фу панда: Легенди за страхотния боец“ и много други.
През 2012 г. Бенет печели наградата „Ани“ за озвучаване в телевизионна продукция за ролята си на Ковалски в сериала „Пингвините от Мадагаскар“.
През 2016 г. печели награда „Еми“ в категория „Най-добро изпълнение в анимационно предаване“ за ролята си на кмета Лъски в „Трансформърс: Спасителен отряд“.

## Личен живот
Женен е и има една дъщеря, родена през 1998 г.